# Casais em Apuros
Casais em Apuros é um reality show brasileiro exibido pela RecordTV no ano de 2023, sendo comandado pelo apresentador Rodrigo Faro. É incorporado ao programa de televisão Hora do Faro.  É exibido nas tardes de domingo, tendo estreado pela primeira vez em 16 de abril de 2023  substituindo o Famosas em Apuros.

## Exibição
| Temporada | Temporada          | Episódios | Exibição original    | Exibição original    |
| Temporada | Temporada          | Episódios | Estreia da temporada | Término da temporada |
| --------- | ------------------ | --------- | -------------------- | -------------------- |
|           | Casais em Apuros 1 | 3         | 16 de abril de 2023  | 30 de abril de 2023  |

## Formato
Depois do sucesso do Famosas em Apuros, onde três celebridades passaram por perrengues exóticos em um lugar distante e sem conforto, dessa vez, três casais famosos vão passar por vários apuros, com direito a muito improviso e superação!
Além de todos os perrengues, eles ainda precisam conquistar o coração do público, que tem a chance de votar, por meio do R7, em seu casal preferido para ganhar o prêmio de R$ 50 mil.

## Participantes
Famosas em Apuros conta até o momento com com 6 casais oficiais (12 participantes no total)..
| Temporada   | Vencedores                    | 2.º lugar                         | 3.º lugar                      | Participantes                                                                      |
| ----------- | ----------------------------- | --------------------------------- | ------------------------------ | ---------------------------------------------------------------------------------- |
| Temporada 1 | Jenny Miranda & Fábio Gontijo | Ellen Cardoso & Naldo Benny       | Darlan Cunha & Beatriz Pereira | Beatriz Pereira Darlan Cunha Ellen Cardoso Fábio Gontijo Jenny Miranda Naldo Benny |
| Temporada 2 | Lidi Lisboa & Shia            | Carol Nakamura & Guilherme Leonel | Hadson Nery & Eliza Fagundes   | Carol Nakamura Eliza Fagundes Guilherme Leonel Hadson Nery Lidi Lisboa Shia        |

## Outras aparições
Além de participarem da Casais em Apuros, alguns dos participantes passaram a competir em outros reality, game ou talent shows.
| Participante   | Edição Casais em Apuros | Colocação                       | Reality show Talent show | Temp. | Colocação              |
| -------------- | ----------------------- | ------------------------------- | ------------------------ | ----- | ---------------------- |
| Jenny Miranda  | 1                       | Vencedora (com Fábio Gontijo)   | A Fazenda                | 15    | Eliminada – 17.º lugar |
| Darlan Cunha   | 1                       | 3.º lugar (com Beatriz Pereira) | A Fazenda                | 15    | Eliminado – 21.º lugar |
| Carol Nakamura | 2                       | Vice-Campeã (com Gui Leonel)    | No Limite                | 7     | Eliminada – 5.º lugar  |
| Fábio Gontijo  | 1                       | Vencedor (com Jenny Miranda)    | A Grande Conquista       | 2     | Eliminado – 59.º lugar |
| Fábio Gontijo  | 1                       | Vencedor (com Jenny Miranda)    | Game dos 100             | 1     |                        |